# Прекрасная отравительница
Прекрасная отравительница, фр. La belle empoisonneuse — квебекский фильм-триллер 2007 г. режиссёра Ришара Жютра.

## Сюжет
Гомер, молодой житель г. Квебек греческого происхождения (Максим Деномме) унаследовал от отца дорогой ресторан, но не имеет особой склонности к развитию семейного бизнеса. Его университетский профессор (Бенуа Гуэн) знакомит его со студенткой, которая оказывается клептоманкой (Изабель Бле) и постепенно вовлекает в свои далеко не безобидные авантюры. В результате одной из них гибнет известный артист-комик (Робер Лепаж). Кроме того, у студентки есть какая-то тягостная тайна, препятствующая её отношениям с героем…

## Актёрский состав
- Максим Деномме — Гомер (студент)
- Изабель Бле — Роксана (студентка-клептоманка)
- Бенуа Гуэн — профессор
- Робер Лепаж — комик-алкоголик